# Marie Brennan

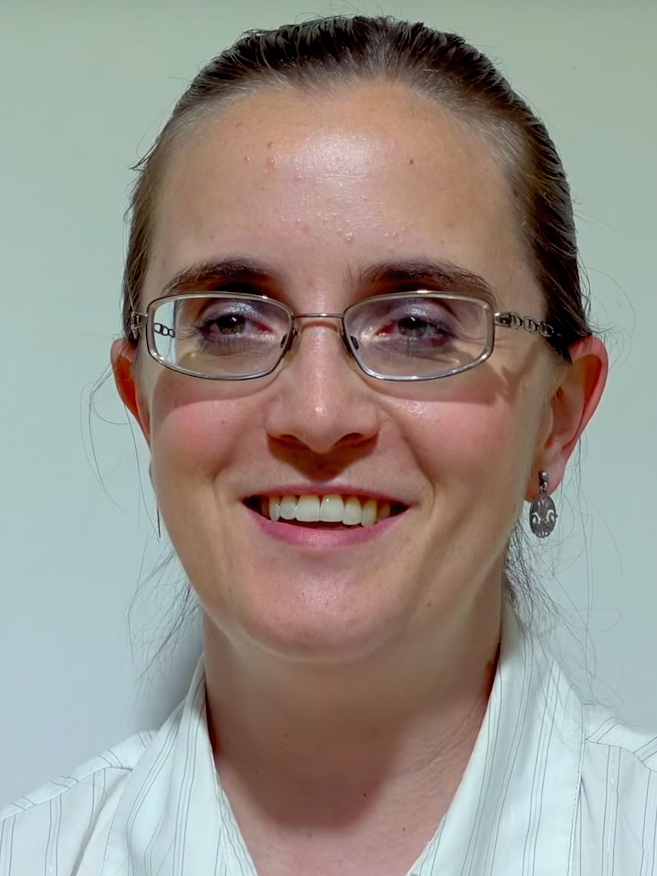
Marie Brennan (2018)

Marie Brennan is het pseudoniem van de Amerikaanse fantasyschrijfster Bryn Neuenschwander. Ze is vooral bekend geworden van Doppelganger, de sequel tot Warrior and Witch, en haar talloze korte verhalen.
Brannan' derde boek, Midnight Never Come, verscheen in 2008 in het VK en ontving vier sterren van het SFX Magazine. Het boek was het eerste deel in Brennan' serie Onyx.
Brennan studeerde af aan de Harvard University en werkte voor de Harvard-Radcliffe Science Fiction Association. Nadat ze aan Harvard had gestudeerd studeerde ze ook nog aan de Indiana University, waar ze zich specialiseerde in folklore en antropologie; in 2008 ging ze fulltime schrijven.

### Boeken
- 2006 - Doppelganger
- 2006 - Warrior and Witch

Onyx Court
- 2008 - Midnight Never Come
- 2009 - In Ashes Lie
- 2010 - A Star Shall Fall

### Kortverhalen
- 2004 - White Shadow
- 2005 - The Princess and the...
- 2005 - Silence, Before the Horn
- 2005 - Shadow's Bride
- 2005 - The Twa Corbies
- 2005 - For the Fairest
- 2006 - Sing for Me
- 2006 - The Wood, the Bridge, the House
- 2006 - Such as Dreams are Made Of
- 2007 - Execution Morning
- 2007 - A Thousand Souls
- 2007 - But Who Shall Lead the Dance?
- 2007 - Selection
- 2007 - Nine Sketches, in Charcoal and Blood
- 2008 - Lost Soul
- 2008 -Kiss of Life
- 2008 - A Heretic by Degrees
- 2009 - Never After: Twelve Tales
- 2009 - Beggar's Blessing
- 2009 - The Deaths of Christopher Marlowe
- 2010 - A Mask of Flesh
- 2010 - Once a Goddess
- 2011 - The Gospel of Nachash

### Artikelen
- 2004 - Mesoamerican Calenders
- 2004 - The Logic of Sacrifice
- 2005 - Bull-Leaping in Bronze Age Crete
- 2005 - Ireland's Ancient Code
- 2006 - That Fairy-Tale Feel: A Folkloric Approach to Meredith Ann Pierce's The Darkangel